# رهيفة (اسم)
رهيفة هو اسم علم مؤنث من أصل عربي، ومعناه هو المفترس من الحيوان مطلقًا، ومن الطير ما أكل اللحوم، وقد سموا به دليلًا على القوة.

## وصلات خارجية
- موسوعة السلطان قابوس لأسماء العرب نسخة محفوظة 5 أبريل 2019 على موقع واي باك مشين.